# رودوند
رودوند (بالإنجليزية: I Rodond)‏ هو أحد جبال سلسلة جبال الألب ليبونتيني وجزء من القمة الأم رهينفالدورن يقع في كانتون غراوبوندن، سويسرا. يبلغ ارتفاع الجبل حوالي 2830 متر، بينما يبلغ ارتفاع نتوء الجبل 197 متر.